# Mike Nichols
Michael Igor Peschkowsky (Berlín, República de Weimar, 6 de noviembre de 1931-Manhattan, Nueva York, 19 de noviembre de 2014), conocido como Mike Nichols, fue un director de cine y de teatro, actor y productor estadounidense de origen alemán.
Nichols debutó en Broadway con la obra de Neil Simon Barefoot in the Park en 1963, con Robert Redford y Elizabeth Ashley. Continuó a dirigir obras en Broadway, incluida Luv (1964), y The Odd Couple (1965) por los que recibió dos Premio Tony a la mejor dirección en una obra de teatro. En total, ganó seis Tonys en esta categoría. Nichols dirigió y/o produjo más de 25 obras de Broadway durante toda su carrera.
En 1966 debutó en el cine llevando la obra de Edward Albee ¿Quién teme a Virginia Woolf?, protagonizada por Richard Burton y Elizabeth Taylor. En 1967 Nichols dirigió su segundo gran éxito: El graduado, por la cual ganó el premio Óscar al mejor director y que supuso el lanzamiento al estrellato de Dustin Hoffman. Un poco más adelante dirigió las películas Silkwood (1983), Se acabó el pastel (1986), Biloxi Blues (1988), Armas de mujer/Secretaria ejecutiva (1988), The Birdcage (1996), Closer (2004) y La guerra de Charlie Wilson (2007).

## Biografía

### 1931-1953: Primeros años
Mijaíl Igor Peschkowsky el 6 de noviembre de 1931 en Berlín, República de Weimar. Era hijo de Brigitte Claudia (nombre de soltera Landauer) y Pavel Peschkowsky, un médico. Su padre había nacido en Vienna, Austria, en el seno de una familia judía de origen ruso. Su posición económica era cómoda mientras vivían en Siberia, pero tuvieron que emigrar después de la Revolución Rusa, y establecerse en Aemania en la década de los 20. La familia de la madre de Nichols también eran judíos alemanes. De hecho, sus abuelos maternos eran Gustav Landauer, y teórico anarquista y la escritora Hedwig Lachmann.
A los cuatro años, Nichols perdió su cabello después de una reacción alérgica a una vacuna contra la tos ferina. Como consecuencia, cuando llegó a la edad adulta usó pelucas y cejas postizas por el resto de su vida.
En abril de 1939, cuando los nazis arrestaban a judíos en Berlín, Mijaíl (de siete años) y su hermano Robert (de tres) fueron enviados solos a los Estados Unidos para reunirse con su padre, que había huido meses antes. Su madre se unió a la familia al escapar por Italia en 1940. la familia se trasladó a Nueva York el 28 de abril de 1939. Su padre, que originariamente se llamaba Pavel Nikolaevich Peschkowsky, se lo había cambiado por el de Paul Nichols, derivado de su patronímico. Antes de que Paul Nichols recibieron la licencia médica, fue contratado como miembro de la Unión de Rayos X. Más tarde ejerció con éxito su profesión médica en Manhattan, lo que permitió a la familia vivir cerca de Central Park.
Antes de establecer su consultorio, era médico sindicalizado y parte de su trabajo consistía en tomar radiografías a los miembros del sindicato. No sabían nada sobre el blindaje de las máquinas de rayos X, y murió de leucemia a los 44 años. [en 1944]
– Mike Nichols
En 1944, Mike Nichols se nacionalizó como ciudadano de los Estados Unidos y fue al colegio del Bronx. Después de graduarse en el Walden School, un colegio privado del Central Park West, Nichols fue durante un corto plazo de tiempo Universidad de Nueva York antes de abandonar. En 1950, Se inscribió en el programa de premedicina en la Universidad de Chicago. Más tarde describió este período universitario como un "paraíso", recordando cómo "nunca tuve un amigo desde que llegué a este país hasta que llegué a la Universidad de Chicago."
Mientras estaba en Chicago en 1953, Nichols se unió a la pantilla de la radio de música clásica WFMT, 98.7 FM, como locutor. La copropietaria Rita Jacobs le pidió a Nichols que creara un programa de música folk los sábados por la noche, al que llamó The Midnight Special. Presentó el programa dos años antes de volver a Nueva York. Nichols invitaba a músicos para tocar en directo en el estudio y finalmente creó una mezcla única de "música folclórica y farsa, melodías de espectáculos y sátira, cosas varias", junto con su sucesor Norm Pellegrini. El programa ha continuado en antena desde entonces hasta el punto que celebró el 70.º aniversario en la misma franja horaria en 2023.

### 1954-1962: Inicios como cómico junto a Elaine May

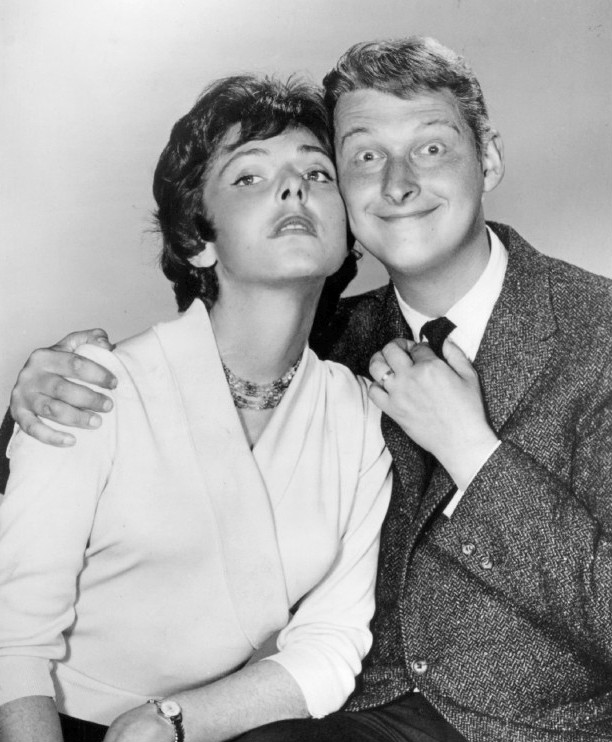
Nichols y Elaine May en 1960

Nichols conoció a Elaine May cuando ella estaba sentanda en la primera fila de la obra de teatro Miss Julie en Chicago. Semanas después, volvieron a coincidir en una estación de tren donde inició una conversación con un acento fingido, haciéndose pasar por un espía, y ella siguió el juego, usando otro acento. Conectaron inmediatamente y empezaron un pequeño romance. A final de su carrera, Nichols comentó que "Elaine fue muy importante desde el mismo momento que lo vi".
En 1953, Nichols dejó Chicago para estudiar actuación del método bajo la dirección de Lee Strasberg, pero no pudo encontrar trabajo alló. Por contra, fue invitado para participar en el Compass Players de Chicago en 1955, el grupo predecesor de Second City, grupo entre los que se incluían la propia May, Shelley Berman, Del Close y Nancy Ponder, dirigidos todos ellos por Paul Sills. En Chicago, comenzó a hacer rutinas de improvisación con May, lo que eventualmente condujo a la formación del dúo de comedia Nichols and May en 1958, actuando por primera vez en la ciudad de Nueva York.
Hicieron piezas satíricas y grabaron tres discos con sus rutinas, que se convirtieron en grandes éxitos de ventas. También actuaron en clubs y programas de radio y televisión. Jack Rollins, que posteriormente se convirtió en el mánager y productor de Woody Allen, los invitó a una audiencia y quedó impresionado: "Su trabajo era tan sorprendente, tan nuevo, tan fresco como podría ser. Me quedé atónito por lo realmente buenos que eran, en realidad tan impresionado por su técnica de actuación como por su comedia... Pensé, Dios mío, estas son dos personas escribiendo comedia divertidísima sobre la marcha!"
En 1960, Nichols y May estrenaron la obra de Broadway An Evening With Mike Nichols and Elaine May, dirigida por Arthur Penn. Su LP fuer grabado en 1962 y ganó el Premio Grammy al mejor álbum de comedia. Las idiosincrasias y tensiones personales, como la del fracaso de "A Matter of Position", una obra escrita por May y protagonizada por Nichols, finalmente separaron al dúo para dedicarse a otros proyectos en 1961. Sobre su repentina ruptura, el director Arthur Penn dijo: "Establecieron el estándar y luego tuvieron que seguir adelante", mientras que en el show de Dick Cavett afirmó que "eran uno de los meteoritos cómicos en el cielo." El historiador de la comedia Gerald Nachman describe las consecuencias de su entrada en el mundo de la comedia:
Nichols y May son quizás los comediantes satíricos más peculiares de su época. Cuando Nichols y May se separaron, no dejaron imitadores, descendientes, ni ejemplos ni huellas que seguir. Nadie podía igualarlos.
Posteriormente, se reconciliaron y trabajaron juntos en otras ocasiones. Aparecieron juntos en la gala inaugural del Presidente Jimmy Carter en 1977, y en un reestreno en el teatro de Who's Afraid of Virginia Woolf? en New Haven en 1980 con Swoosie Kurtz y James Naughton. May ayudó en la escritura del guion de las películas de Nichols Una jaula de grillos (1996) y Primary Colors (1998). En 2010, En la ceremonia de entrega de los premios "Life Achievement Award" del AFI, May rindió un homenaje lleno de humor a Nichols.

### 1963-1966: Etapa como director de teatro
Después de deshacer su pareja profesional con May, Nichols se fue a Vancouver para trabajar en la dirección teatral de la obra de Oscar Wilde La importancia de llamarse Ernesto a la vez que actuó en la obra Saint Joan de George Bernard Shaw. En 1963, Nichols fue elegido para dirigir la obra de Neil Simon Descalzos por el parque. Allí se dio cuenta del significado de ser director, diciendo en una entrevista de 2003: "El primer día de ensayo, pensé: «Mira esto. Esto es lo que se suponía que debía hacer». Supe al instante que estaba en casa". Barefoot in the Park fue un enorme éxito, con 1.530 representaciones y que le dieron a Nichols un Premio Tony a la mejor dirección.
Aquí comenzó una serie de éxitos en montajes teatrales en Broadway (a menudo de obras de Simon) que consolidarían su reputación. Después de dirigir una producción off-Broadway The Knack de Ann Jellicoe, Nichols dirigió la obra Luv de Murray Schisgal en 1964. Por este montaje, volvió a ganar el Premio Tony. En 1965, dirigió otra obra de Neil Simon, The Odd Couple en la que tenía como pareja protagonista a Art Carney y Walter Matthau. La obra tuvo 966 representaciones y ganó su tercer Tony. Al final de su carrera, Nichols nueve Premios Tony.

### 1966-1967: Éxito como director de cine
En 1966, Nichols fue presentado como un director estrella. De hecho, la revista Time lo tildó como "el director más solicitado del teatro estadounidense." A pesar de su inexperiencia como director de cine, después de hacerse amigo Elizabeth Taylor y Richard Burton, Warner Bros. invitó a Nichols a dirigir la adaptación a la pantalla de la obra de Edward Albee ¿Quién teme a Virginia Woolf? (Who's Afraid of Virginia Woolf?) que protagonizarían Elizabeth Taylor, Richard Burton, George Segal y Sandy Dennis y por el que recibría un salario de 400,000 dólares. El film fue aclamado por la crítica que calificó a Nichols como "el nuevo Orson Welles", y todo un éxito en taquilla, hasta el punto de ser el número 1 en taquilla en 1966. El film fue considerado innovador por tener un nivel de blasfemias e insinuaciones sexuales inauditas en ese momento. También consiguió sumar 13 nominaciones a los premios Oscar (la primera como mejor director para Nichols) y ganar finalmente cinco estatuillas, entre ellas la de mejor actriz protagonista. De hecho, fue la segunda película en la historia (después de Cimarron), en conseguir nominaciones en todas las categorías posibles ese año. También ganó tres Premios BAFTA.

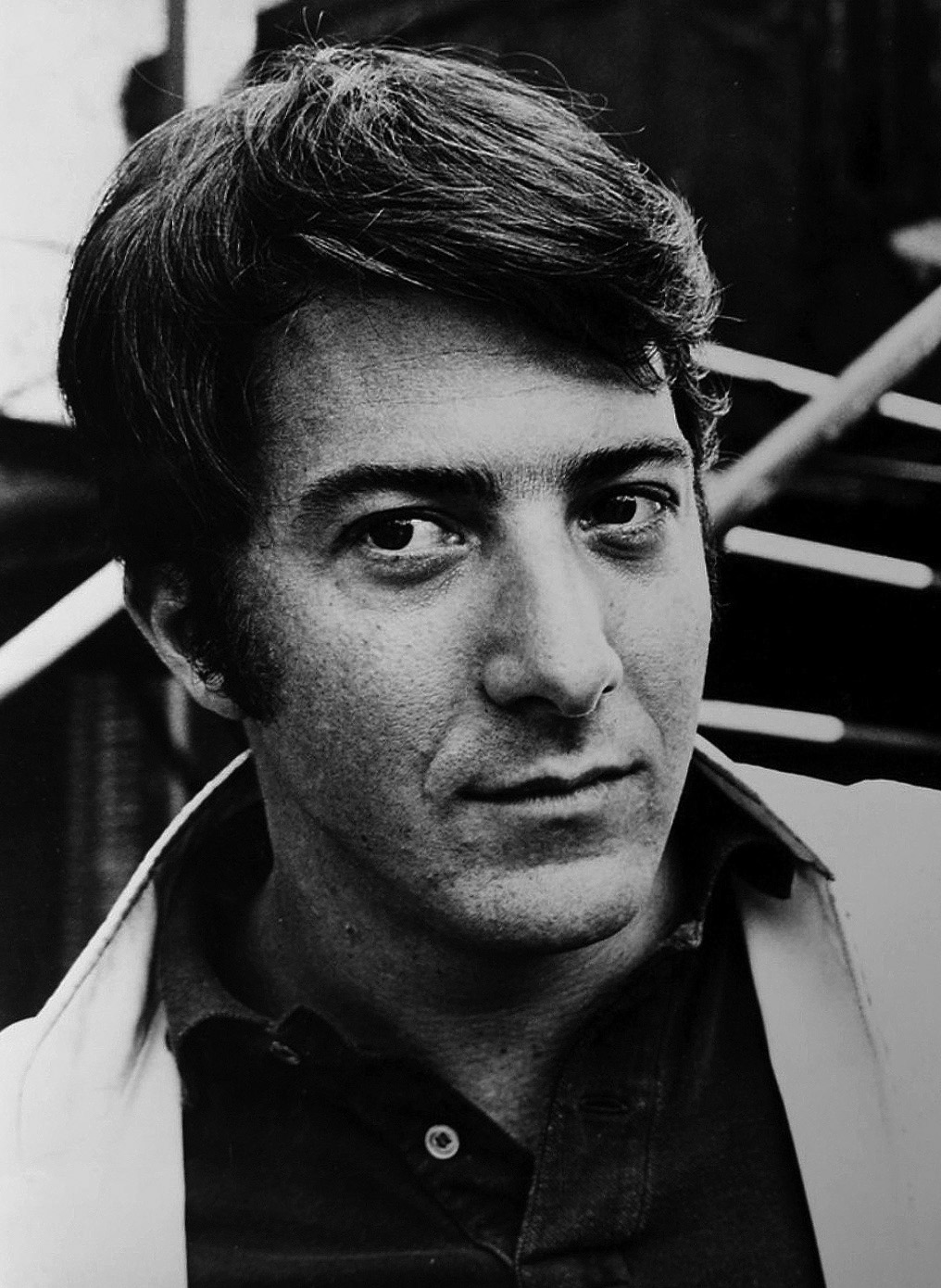
Dustin Hoffman (1968) protagonista de la segunda película de Nichols El graduado

Su siguiente película fue El graduado (The Graduate) (1967), protagonizado por Dustin Hoffman, Anne Bancroft y Katharine Ross por el que recibió 150,000 dólares, un trato que había hecho cuatro años antes con el productor Joseph E. Levine. Se convirtió en el mayor éxito de taquilla de 1967 y una de las más taquilleras de la historia del cine hasta ahora, con Nichols recibiendo el 16,66% de los beneficios, convirtiéndole en un millonario. Fue nominado a siete Óscars, incluido el de Mejor película y donde Nichols ganó el de mejor director. En 2007, la película se situó en la posición 17 en el ránquing AFI's 100 años... 100 películas (edición 10.º aniversario).
De todas maneras, el rodaje fue muy difícil para Nichols, que, aunque era un célebre director en Broadway, era todo un desconocido en Hollywood. El productor Lawrence Turman, que solo quería a Nichols para dirigir la película, fue rechazado continuamente para la financiación. Luego se puso en contacto con Levine, quien dijo que financiaría la película porque se había asociado con Nichols en The Knack, y poeruqe había escuchado que Elizabeth Taylor había queridos específicamente a Nichols para Virginia Woolf. Con la financiación asegurada, Nichols sugirió a Buck Henry como guionista, aunque la experiencia de Henry también se había centrado principalmente en la comedia improvisada y no tenía experiencia como escritor. Nichols le dijo a Henry: «Creo que podrías hacerlo; Creo que deberías hacerlo»."
Nichols también se arriesgó al elegir a Dustin Hoffman, que no tenía experiencia en cine, para el papel principal, cuando otros habían sugerido usar a la conocida estrella Robert Redford. Hoffman le atribuye a Nichols el gran riesgo que asumió al darle a él, un actor relativamente desconocido, el papel protagónico: "No conozco otro ejemplo de un director en la cima de su carrera que se arriesgara y eligiera a alguien como yo para ese papel. Requirió una valentía tremenda." La calidad de la fotografía fue también influencia de Nichols, que escogió al ganador del Óscar Robert Surtees para ser el director de fotografía. Surtees, que había fotografiado importantes películas como Ben-Hur, dijo más tarde: "Me tomó todo lo que había aprendido durante 30 años para poder hacer el trabajo. Sabía que Mike Nichols era un director joven que usaba muchas cámaras. Hicimos más cosas en esta película de las que yo había hecho en una sola película."

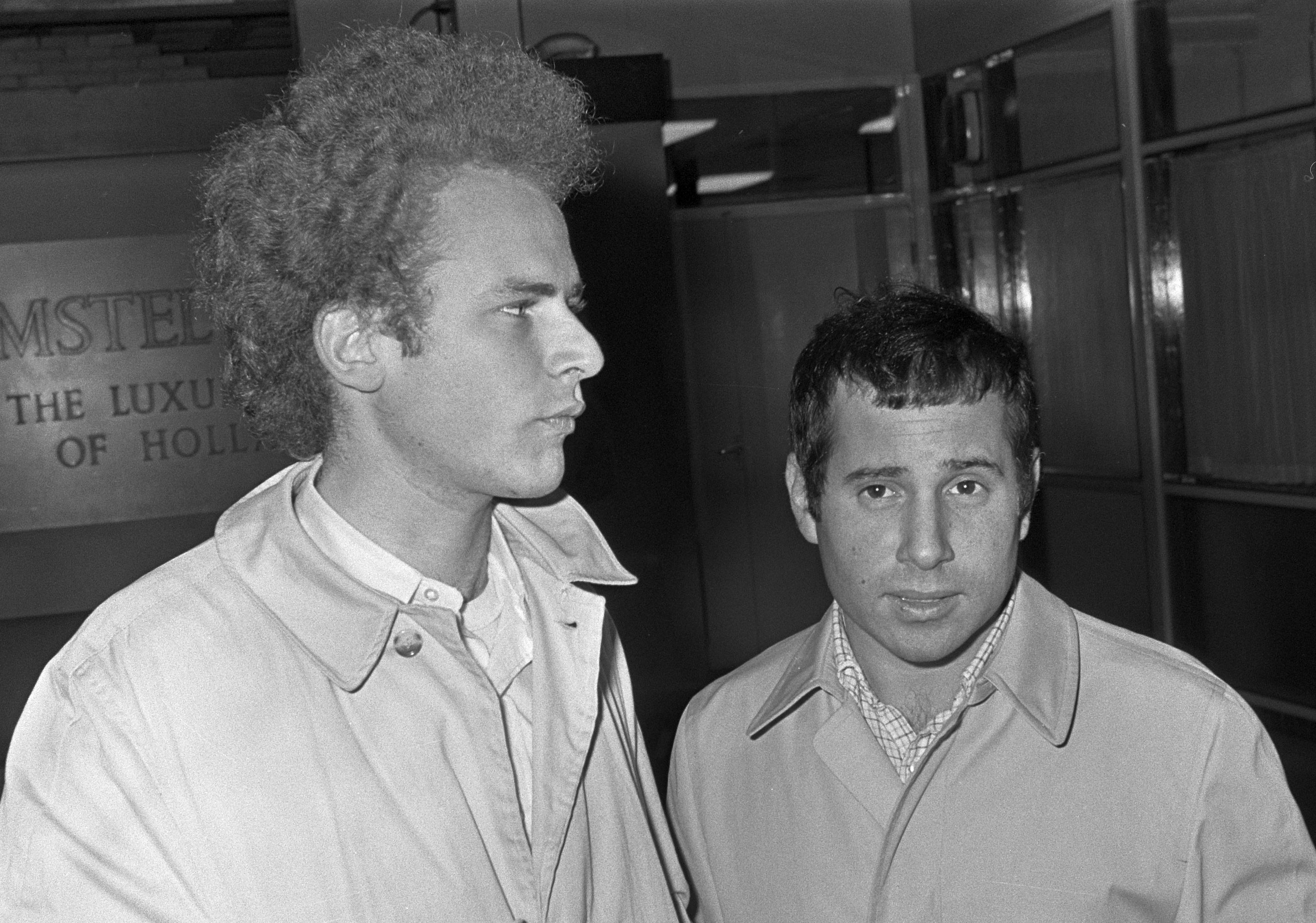
Nichols eligió al grupo Simon & Garfunkel para escribir las canciones de la música de The Graduate

Nichols también escogió la música de Simon and Garfunkel. Cuando Paul Simon tardaba demasiado en componer nuevas canciones para la película, utilizó canciones existentes, con la intención original de reemplazarlas por otras nuevas. Al final, solo había una canción nueva disponible, y Nichols usó las canciones ya publicadas. Cuando Nichols escuchó la canción de Paul Simon, "Mrs. Roosevelt", convenció a Simon para que cambiara la letra por la de "Mrs. Robinson". La canción ganó un Grammy tras el estreno de la película y se convirtió en la canción pop número 1 de Estados Unidos. Nichols seleccionó las numerosas canciones para la película y eligió las escenas en las que se usarían. La ubicación y la selección de las canciones afectarían la forma en que el público entendiese la película. Incluso el actor William Daniels, que interpretó al padre de Hoffman, recuerda que tras escuchar las canciones por primera vez, especialmente "The Sound of Silence", pensó: "Un momento. Eso cambió por completo la idea de la película para mí", al darse cuenta de repente de que la película no sería una comedia típica.

### 1968-1989: Nichols reparto esfuerzos en teatro y cine

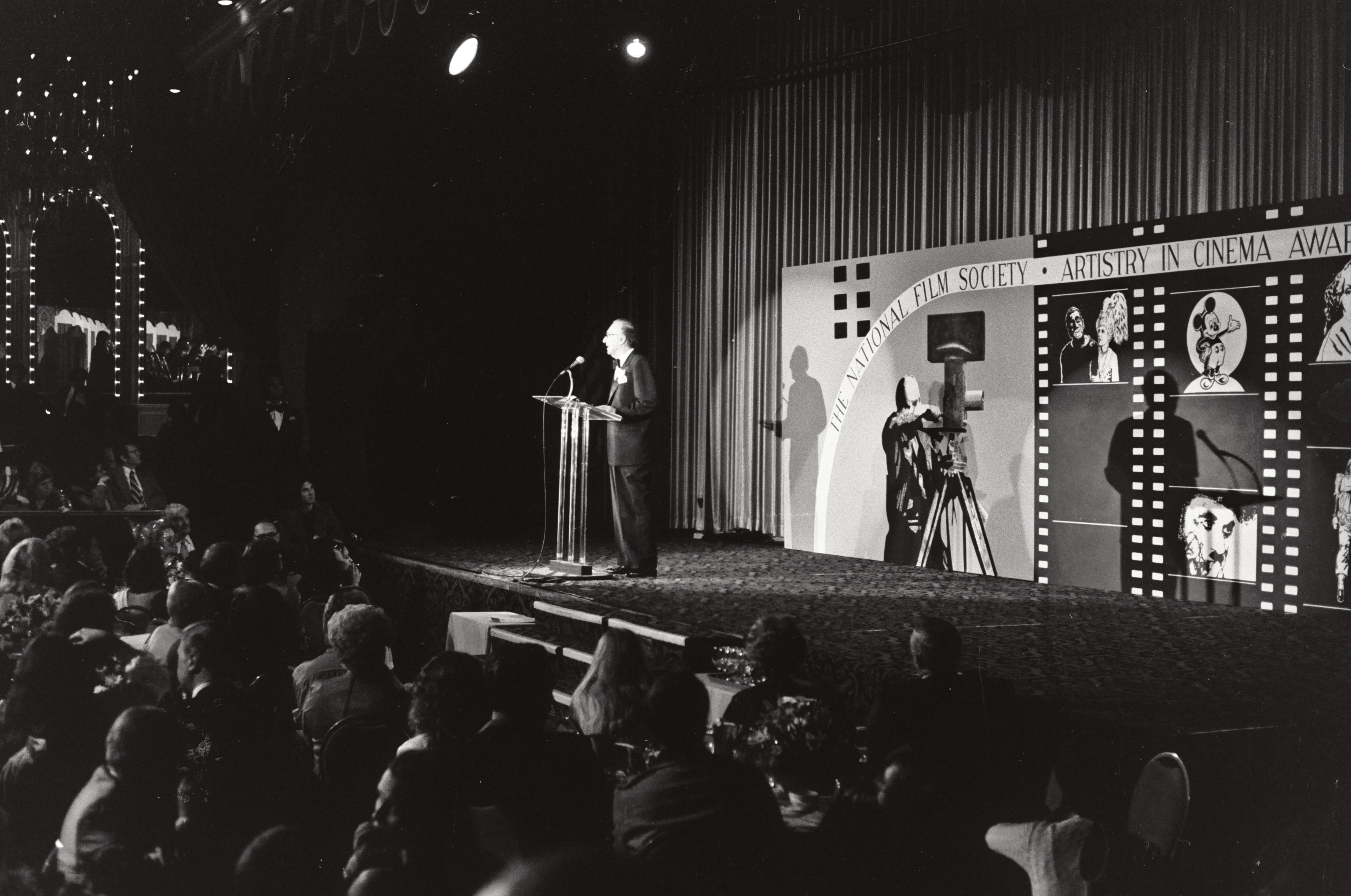
Nichols en el National Film Society de 1979

Nichols volvió a Broadway para dirigir The Apple Tree, protagonizada por Barbara Harris y The Little Foxes de Lillian Hellman en 1967, con el que hizo más de 100 representaciones. También dirigió Plaza Suite de Neil Simon en 1968, con el que ganó otro Premio Tony al mejor director. También dirigió el cortometraje Teach Me! (1968), protagonizado por Sandy Dennis. En 1969, la productora Friwaftt, adquirió Avco Embassy, distribudor de The Graduate, con lo que también contrataba a los directores. Friwaftt escribió "Los tontos se precipitan donde los ángeles temen pisar."
El siguiente proyecto cinematográfico de Nichols fue la adaptación de la novela de Joseph Heller Catch-22 (1970), a la que le siguió Conocimiento carnal (Carnal Knowledge) (1971) protagonizado por Jack Nicholson, Ann-Margret, Art Garfunkel y Candice Bergen. Carnal Knowledge fue muy controvertida tras su lanzamiento debido a la representación casual y directa de las relaciones sexuales. En Georgia en 1972, un director de teatro fue condenado por violar los estatutos de obscenidad del estado al mostrar la película, una condena que luego fue revocada por la Corte Suprema en Jenkins v. Georgia.
Nichols volvió a Broadway para dirigir la obra de Neil Simon The Prisoner of Second Avenue en 1971. La obra le dio a Nichols otro Premio Tony al mejor director. En 1973, Nichols dirigió la versión de Tío Vania de Anton Chekhov en Broadway protagonizado por George C. Scott y con la traducción de Albert Todd. En 1973 Nichols dirigió la película El día del delfín (The Day of the Dolphin) protagonizado por George C. Scott, basada en la novela francesa Un animal doué de raison de Robert Merle y adaptada por Buck Henry. El film fue un fracaso en la taquilla y no fue bien acogida por la crítica. Su siguiente proyecto fue Dos pillos y una herencia (The Fortune) (1975), con Warren Beatty, Jack Nicholson y Stockard Channing en los papeles principales. Nuevamente, la película no funcionó en taquilla y también la crítica le dio la espalda. En 1975, Nichols comenzó a filmar Bogart Slept Here, un guion original de Neil Simon. La película empezó con Robert De Niro y la mujer de Simon, Marsha Mason. Después de una semana de rodaje, insatisfechos con los resultados, Nichols y el estudio despidieron a De Niro y cancelaron la producción. Simon reescribió el guion dos años después como La chica del adiós. Nichols no volvería a dirigir otra película de ficción hasta ocho años después.
Nichols volvió a teatro con dos producciones de moderado éxito en 1976: Streamers de David Rabe que se estrenó en abril y tuvo 478 representaciones. y Comedians de Trevor Griffiths con 145 representaciones. En 1976 Nichols también trabajó como productor ejecutivo para crear la serie de televisión Family para ABC. La serie tendría cuatro temporadas hasta 1980. En 1977, Nichols produjo el exitoso musical Annie, con el que tuvo 2,377 represetnaciones hasta 1983. Nichols ganó el Premio Tony al mejor musical del año. A finales de 1977, Nichols dirigió The Gin Game de D.L. Coburn con 517 representaciones y donde Jessica Tandy ganó el Premio Tony a la mejor actriz.
En 1980, Nichols dirigió el documental Gilda Live, basada en Gilda Radner, la primera cómica que tuvo su propio show Gilda Radner Live on Broadway. Fue estrenado en el mismo tempo que el disco del show, y ambos fueron sendos éxitos. Port contra, Nichols estuvo implicado en dos obras teatrales: produjo Billy Bishop Goes to War, que se canceló a las doce representaciones, y dirigió la obra de Neil Simon Fools en 1981, que se cerró a las 14 representaciones. De vuelta a Hollywood, la carrera de Nichols volvió a florecer en 1983 con el film Silkwood, protagonizado por Meryl Streep, Cher y Kurt Russell, basada en la vida de la activista Karen Silkwood. La película fue un éxito y el crítico Vincent Canby dijo de ella que "el trabajo más serio que Mike Nichols ha hecho hasta ahora." La película recibió a cinco nominaciones a los Premios Óscar, incluido el de mejor director.
Ese mismo año, Nichols y Peter Stone colaboraraon para reescribir el musical My One and Only pocos días antes de su estreno en Boston. El show llegó a Broadway y se cerró con 767 representaciones, ganado los Premios Tony al mejor actor, mejor coreografía (ambos para Tommy Tune) y mejor actor de reparto (Charles Coles). En 1984, Nichols dirigió la obra de Tom Stoppard The Real Thing. El crítico de The New York Times Frank Rich escribió "la versión de Broadway de "The Real Thing", una revisión sustancial de la producción original de Londres, no solo es la obra más conmovedora del Sr. Stoppard, sino también la obra más estimulante que alguien haya escrito sobre el amor y el matrimonio en años." La obra fue nominada a siete Premios Tony y ganó cinco de ellas, incluidas las de mejor Director Tony para Nichols. Nichols siguió la senda del éxito en el teatro con la obra de David Rabe Hurlyburly, también en 1984. Se realizó a solo dos manzanas del teatro donde se proyectaba The Real Thing. Fue nominada a tres Premios Tony ganando la de mejor actriz Judith Ivey.

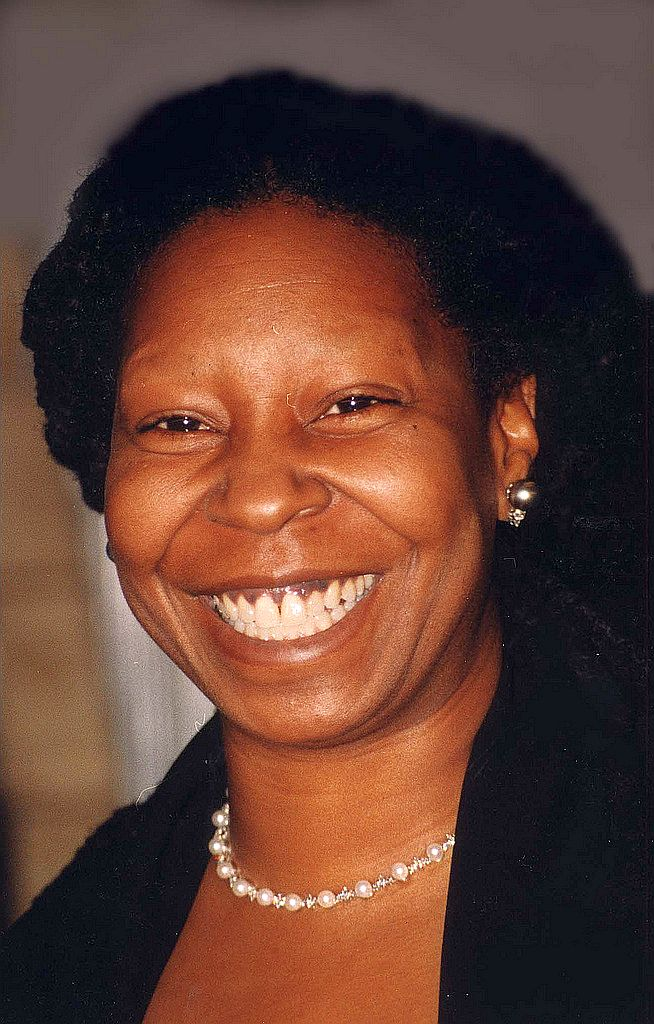
Nichols fue el gran descubridor de Whoopi Goldberg

En 1983, Nichols había visto a la cómica Whoopi Goldberg en el show The Spook Show, en el Dance Theater Workshop y se ofreció a sacarla a la luz. El show de Goldberg, en Broadway, que llevaba su propio nombre, se estrenó en octubre de 1984 y tuvo 156 representaciones. Rosie O'Donnell más tarde dijo que Nichols había descubierto a Goldberg mientras ella luchaba como artista del centro: "Él le dio todo el comienzo de su carrera y reconoció su brillantez antes que nadie"." En 1986 Nichols dirigió la obra Social Security Andrew Bergman y en 1988 dirigió la versión de Esperando a Godot, protagonizado por Robin Williams y Steve Martin. Williams citó a Nichols y May como algunas de sus primeras influencias para interpretar comedia inteligente.
En 1986, Nichols volvió al cine con Se acabó el pastel (Heartburn) con Meryl Streep y Jack Nicholson. La película recibió críticas mixtas. En 1988, Nichols llevó al cine la obra de teatro autobiográfica de Neil Simon Desventuras de un recluta inocente (Biloxi Blues) protagonizado por Matthew Broderick y también con una tibia acogida de la crítica. Por contra, Nichols consoiguió un nuevs éxito con Armas de mujer (Working Girl), con Melanie Griffith, Harrison Ford y Sigourney Weaver en los papeles pruincipales. La película fue un gran éxito tras su estreno y recibió críticas mayoritariamente positivas. Fue nominada a seis premios Óscar (incluyendo el de Mejor Director para Nichols) y ganó el Óscar a Mejor Canción por "Let the River Run" de Carly Simon. En un momento de la década de los 80, Nichols, propenso a episodios depresivos, confesó haber considerado el suicidio, un sentimiento aparentemente provocado por un episodio psicótico que experimentó tras tomar el fármaco Halcion.

### 1990–2014: Últimos trabajos
En la década de los 90, Nichols dirigió diferentes films de gran popularidad y con buna acogida de crítica. Así realizó Postales desde el filo (Postcards from the Edge) (1990) con Meryl Streep y Shirley MacLaine; Primary Colors (1998) con John Travolta y Emma Thompson y la comediaUna jaula de grillos (The Birdcage) (1996), el remake estadounidense de la película francesa de 1978 La Cage aux Folles con Robin Williams, Nathan Lane, Gene Hackman y Dianne Wiest en los papeles principales. Tanto The Birdcage y Primary Colors fueron escritos por Elaine May, y fue la primera comedia de Nichols en toda su carrera. Otros trabajos cinematográficos de Nichols de la época fueron A propósito de Henry (Regarding Henry) (1991) con Harrison Ford y Lobo (Wolf) (1994) con Jack Nicholson y Michelle Pfeiffer. Cuando fue homenajeado por el Lincoln Center en 1999 a toda una carrera, Elaine May, hablando una vez más como su amiga, presentó la esencia de Nichols con lo siguiente:
Es ingenioso, brillante, elocuente, puntual, preparado y escribe. ¿Pero es perfecto? Sabe que no puedes caer bien ni ser amado si eres perfecto. Tienes que tener los defectos justos. Y los tiene. Los defectos justos y perfectos para ser absolutamente encantador.
Con el principio de siglo, Nichols dirigió las películas What Planet Are You From? (2000), Closer (2004) y La guerra de Charlie Wilson (Charlie Wilson's War) (2007), un drama político que sería su obra póstuma en el cine. What Planet Are You From? tuvo críticas tibias, mientras que Closer y Charlie Wilson's War recibió críticas más positivas y fueron nominadas a categorías a los Premios Óscar, Premios BAFTA y Globos de Oro.
Nichols también dirigió adaptaciones a la televisión de Wit (2001) y Angels in America (2003), ganando el Premio Emmy por ambas. Por du dirección del musical de Broadway Spamalot, ganó un nuevo Premio Tony a la mejor dirección en una obra de teatro en 2005.

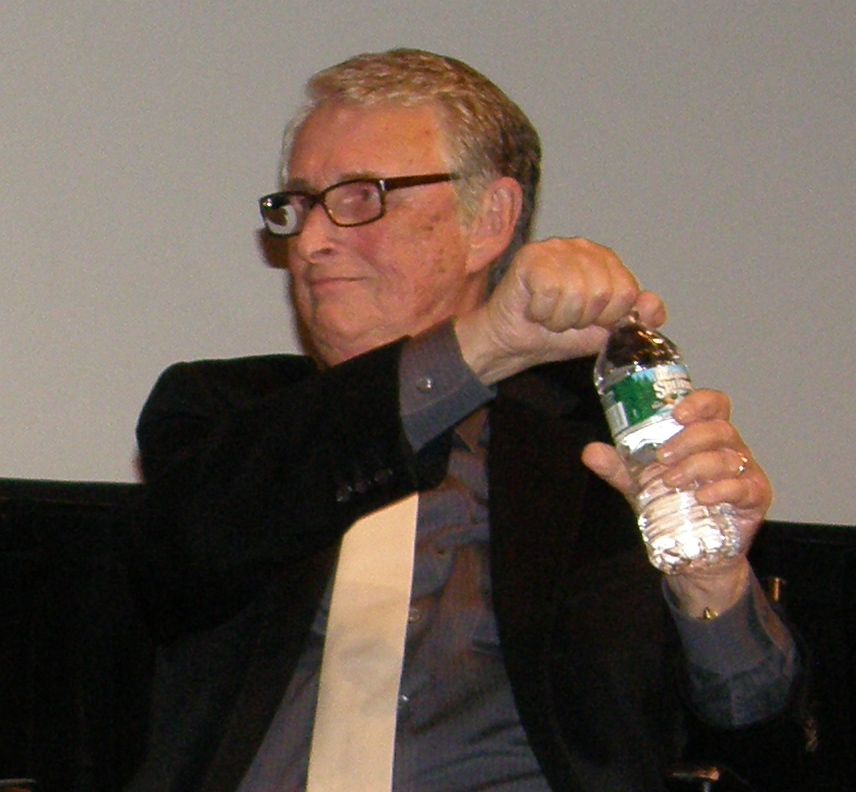
Nichols en 2010

En 2012, Nichols ganó el Tony a la mejor dirección por la readaptación del clásico de Arthur Miller Death of a Salesman. En 2013, dirigió a Daniel Craig y Rachel Weisz en la obra de Broadway Betrayal de Harold Pinter. Las obras se limitaron a unos reducidas representaciones a partir del 27 de octubre de 2013 en el Ethel Barrymore Theatre y se clausuró el 4 de enero de 2014.
Entre los proyectos que manejba antes de su muerte, en abril de 2013 se anunció que Nichols había hablado que de hacer la adaptación de la novela de Jonathan Tropper One Last Thing Before I Go. La película iba a ser producida por J. J. Abrams, que anteriormente habñia sido su guionista en A propósito de Henry (1991). En julio de 2014, se anunció que Nichols y Streep volverían a reunirse en una película para HBO para la adaptación de la obra de teatro de Terrence McNally de 1985 Master Class, con Nichols dirigiendo a Streep encarnando a Maria Callas.
Nichols era un colaborador habitual en The Huffington Post. También fue cofundador de The New Actors Workshop en Nueva York City, donde ocasionalmente daba clases. Además, estuvo activo en el Directors Guild of America, entrevistando a su colega director de cine Bennett Miller en el escenario en octubre de 2011 después de la proyección de la película de Miller en el Gremio de Moneyball.
En enero de 2016, PBS estrenó Mike Nichols: American Masters, un documantel de American Masters sobre Nichols dirigido por su compañero de inicios del espectáculo, Elaine May. El 22 de febrero de 2016, HBO emitió el documental Becoming Mike Nichols.

## Estilo de dirección
Después de los primeros éxitos en teatro y en el cine, Nichols desarrolló una reputación de autor a quien le gusta trabajar íntimamente con sus actores y escritores, a menudo utilizándolos repetidamente en diferentes películas. El escritor Peter Applebome escribió que "pocos directores tienen un don tal para conseguir interpretaciones excelentes de los actores." Durante medio año de 1967 tuvo cuatro éxitos funcionando simultáneamente en Broadway, a la vez que estrenaba su primer éxito de taquilla y crítica en Hollywood, Who's Afraid of Virginia Woolf?. Se agregó a esto su segundo éxito The Graduate en 1967, otro éxito de taquilla y crítica. Entre las dos, consiguieron 20 nominaciones al Óscar, incluidas dos a la de mejor director, ganándolo por The Graduate.

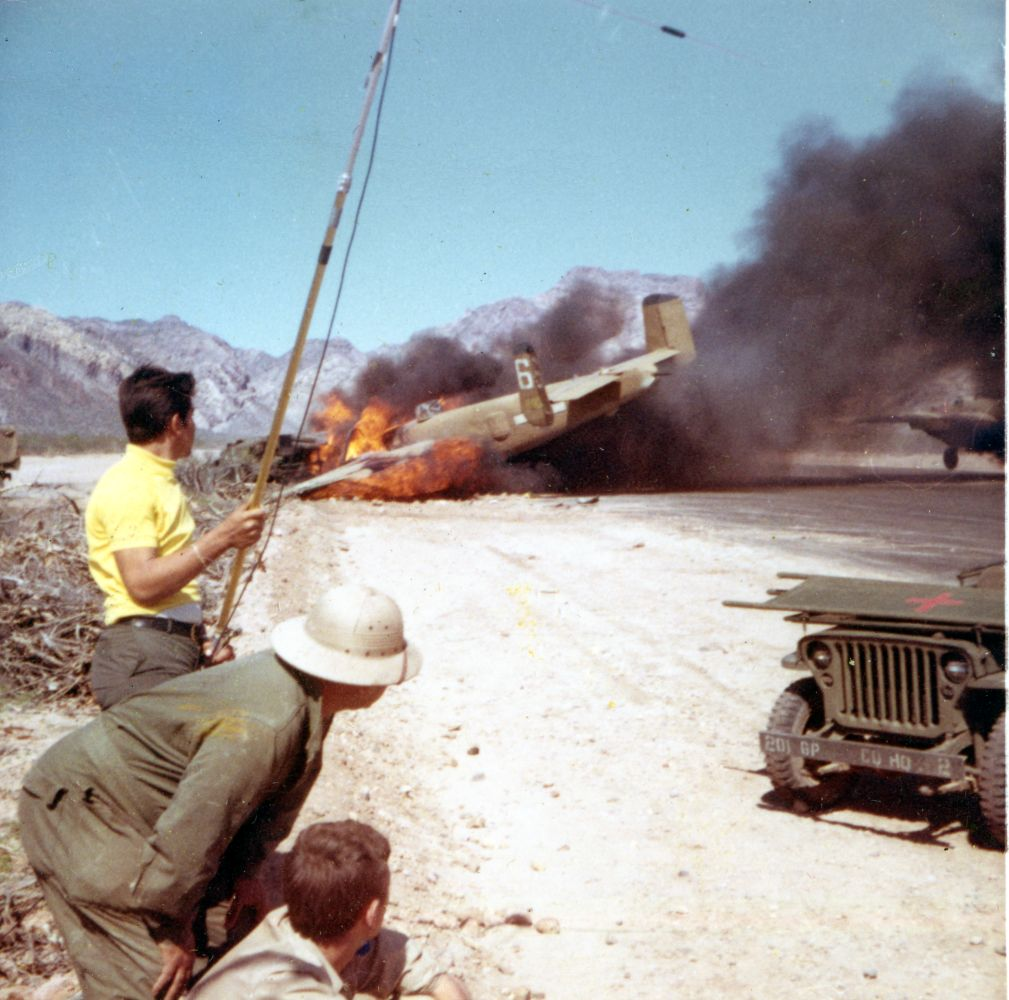
Imágenes del rodaje de Trampa 22 en 1970.

Nichols supo sacar lo mejor de los actores, independientemente de su experiencia, ya fueran desconocidos como Dustin Hoffman o grandes estrellas como Richard Burton. Por su primera película, ¿Quién le teme a Virginia Woolf?, cada uno de los cuatro actores fue nominado a un Oscar, y Elizabeth Taylor y Sandy Dennis lo ganaron. Burton dijo más tarde: "No creía que pudiera aprender nada de comedia; ya había leído todas las obras de Shakespeare. Pero de él aprendí", y añadió: "Conspira contigo para sacar lo mejor de ti."
Sin embargo, fue Taylor quien eligió a Nichols para ser su director, porque, escribe el biógrafo David Bret, "lo admiraba particularmente porque había hecho una serie de trabajos ad hoc para pagar su educación después de llegar a Estados Unidos como un refugiado judío de siete años." el productor Ernest Lehman agradeció la elección de la actriz: "Él era el único que podía controlarlos", dijo. "Los Burton eran bastante intimidantes, y necesitábamos un genio como Mike Nichols para combatirlos." La biógrafa Kitty Kelley dice que ni Taylor ni Burton volverían a alcanzar las cotas de actuación que alcanzaron en esa película.
Ese mismo estilo de dirección fue el utilizó para The Graduate, donde, como certifica el historiador de cine Peter Biskind, Nichols escogió a Dustin Hoffman, con apenas experiencia en la interpretación, junto a Anne Bancroft, Katharine Ross entre otros, y logró plasmar algunas de sus mejores actuaciones en pantalla. Esta capacidad para trabajar estrechamente con los actores se mantendría constante a lo largo de su carrera. Hoffman atribuye a Nichols el mérito de haberle permitido la interpretación realista necesaria para los papeles satíricos de esa película:

Es el estilo de Nichols: se mueve al límite, llegando al límite sin caer en la incredulidad. No es una caricatura. Ese es el mayor elogio para la sátira.

En parecidos términos, Jeremy Irons, que actuó con él en la obra de teatro The Real Thing, dijo que Nichols creaba un "ambiente muy protector: te hacía sentir que todo estaba hecho para ti," mientras que Ann-Margret, en su papel en Conocimiento carnal, sentía lo mismo: "Lo maravilloso de Mike es que te hace sentir como si fueras tú el que tuvo la idea, cuando en realidad es suya."

## Vida personal

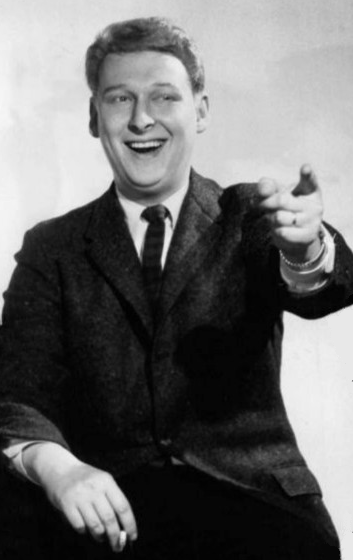
Nichols en 1959.

Nichols se casó en cuatro ocasiones. Tres de ellas acabaron en divorcio, mientras que la última acabó con su muerte.
El primer matrimonio de Nichols fue con Patricia Scot. Estuvieron casados desde 1957 hasta 1960. Su segundo enlace fue con Margot Callas, la "musa" del poeta Robert Graves, de 1963 a 1974. La pareja tuvo una hija juntos, Daisy Nichols. Su tercer matrimonio fue en 1975, con Annabel Davis-Goff, con el que tuvieron dos hijos: Max Nichols y Jenny Nichols. La relación acabó en 1986. Su cuarta esposa fue la presentadora de Good Morning America y ABC World News Diane Sawyer, con el que estuvo casado desde el 29 de abril de 1988. Ninguna de sus esposas eran judías ni ninguno de sus hijos se crio en esta religión, aunque se identificaban con el judaísmo.
Nichols tuvo un interés durante toda su vida por los caballos árabes. De 1968 a 2004, tenía una granja en Connecticut y fue un reconocido criador de caballos. También importó caballos árabes de calidad de la yeguada Janów Podlaski en Polonia, algunos de los cuales se vendieron a precios récord. Mientras estaba en la escuela secundaria, Nichols había sido instructor en la Claremont Riding Academy en el Upper West Side de Manhattan y también había "montado en espectáculos ecuestres en Chicago."
En 2009, Nichols fimró una petición de apoyo al director Roman Polanski, que había sido detenido mientras viajaba a un festival de cine en relación con sus acusaciones de abuso sexual de 1977, que según la petición socavarían la tradición de los festivales de cine como un lugar para exhibir obras "libre y seguramente", y que arrestar a cineastas que viajan a países neutrales podría abrir la puerta "a acciones de las que nadie puede conocer los efectos."

## Muerte y legado
Nichols murió de un ataque al corazón el 19 de noviembre de 2014, en su apartamento de Manhattan.
Cuando Nichols murió, muchos famoso le rindieron tributo, entre ellos Whoopi Goldberg, Steven Spielberg, Tom Hanks, Meryl Streep, Kevin Spacey y Tom Stoppard. El 8 de noviembre de 2015, estrellas y artistas se reunieron en el IAC Building de Nueva York para rendir homenaje a Nichols. Entre los invitados figuraban personas como Elaine May y Lorne Michaels. Eric Idle y John Cleese, Streep, Robert De Niro, Al Pacino, Natalie Portman, Carly Simon, Nathan Lane y Christine Baranski.
En 2017, durante una tabla redonda de actrices ganadores de un Óscar para The Hollywood Reporter, Amy Adams, Natalie Portman y Annette Bening hablaron de la influencia de Nichols en sus vidas. En 2020 Woody Allen describió a Nichols como "quizás el mejor director de comedia de todos los tiempos."

## Filmografía
Cine
| Año  | Título en español                  | Título riginal                  | Director | Productor |
| ---- | ---------------------------------- | ------------------------------- | -------- | --------- |
| 1966 | ¿Quién teme a Virginia Woolf?      | Who's Afraid of Virginia Woolf? | Sí       | No        |
| 1967 | El graduado                        | The Graduate                    | Sí       | No        |
| 1970 | Trampa 22                          | Catch-22                        | Sí       | No        |
| 1971 | Conocimiento carnal                | Carnal Knowledge                | Sí       | Sí        |
| 1973 | El día del delfín                  | The Day of the Dolphin          | Sí       | No        |
| 1975 | Dos pillos y una herencia          | The Fortune                     | Sí       | Sí        |
| 1980 | Gilda Live                         |                                 | Sí       | No        |
| 1983 | Silkwood                           |                                 | Sí       | Sí        |
| 1986 | Se acabó el pastel                 | Heartburn                       | Sí       | Sí        |
| 1988 | Desventuras de un recluta inocente | Biloxi Blues                    | Sí       | No        |
| 1988 | Armas de mujer                     | Working Girl                    | Sí       | No        |
| 1990 | Postales desde el filo             | Postcards from the Edge         | Sí       | Sí        |
| 1991 | A propósito de Henry               | Regarding Henry                 | Sí       | Sí        |
| 1993 | Lo que queda del día               | The Remains of the Day          | No       | Sí        |
| 1994 | Lobo                               | Wolf                            | Sí       | No        |
| 1996 | Una jaula de grillos               | The Birdcage                    | Sí       | Sí        |
| 1998 | Primary Colors                     |                                 | Sí       | Sí        |
| 2000 | ¿De qué planeta vienes?            | What Planet Are You From?       | Sí       | Sí        |
| 2004 | Closer                             |                                 | Sí       | Sí        |
| 2007 | La guerra de Charlie Wilson        | Charlie Wilson's War            | Sí       | No        |

## Discografía
- Improvisations to Music (1958) Mercury[86] Plantilla:ASIN
- An Evening with Mike Nichols and Elaine May (1960) Mercury Plantilla:ASIN
- Mike Nichols & Elaine May Examine Doctors (1961) Mercury MG 20680/SR 60680 Plantilla:ASIN
- In Retrospect (1962) Polygram, álbum recopilatorio, relanzado como CCD en 1996 Plantilla:ASIN

## Premios y distinciones
Premios Óscar
| Año  | Categoría      | Película                        | Resultado |
| ---- | -------------- | ------------------------------- | --------- |
| 1967 | Mejor Director | Who's Afraid of Virginia Woolf? | Nominado  |
| 1968 | Mejor Director | El graduado                     | Ganador   |
| 1984 | Mejor Director | Silkwood                        | Nominado  |
| 1989 | Mejor Director | Working Girl                    | Nominado  |
| 1994 | Mejor película | Lo que queda del día            | Nominado  |

Premios Tony
| Año  | Categoría                             | Obra                             | Resultado |
| ---- | ------------------------------------- | -------------------------------- | --------- |
| 1964 | Mejor dirección en una obra de teatro | Barefoot in the Park             | Ganador   |
| 1965 | Mejor dirección en una obra de teatro | Luv y The Odd Couple             | Ganador   |
| 1967 | Mejor dirección en un musical         | The Apple Tree                   | Nominado  |
| 1968 | Mejor dirección en una obra de teatro | Plaza Suite                      | Ganador   |
| 1972 | Mejor dirección en una obra de teatro | The Prisoner of Second Avenue    | Ganador   |
| 1974 | Mejor dirección en una obra de teatro | Uncle Vanya                      | Nominado  |
| 1977 | Mejor dirección en un musical         | Annie                            | Ganador   |
| 1977 | Mejor dirección en una obra de teatro | Comedians                        | Nominado  |
| 1977 | Mejor dirección en una obra de teatro | Streamers                        | Nominado  |
| 1978 | Mejor dirección en una obra de teatro | The Gin Game                     | Nominado  |
| 1978 | Mejor obra                            | The Gin Game                     | Nominado  |
| 1984 | Mejor dirección en una obra de teatro | The Real Thing                   | Ganador   |
| 2003 | Mejor evento teatral especial         | The Play What I Wrote            | Nominado  |
| 2005 | Mejor dirección en un musical         | Monty Python's Spamalot          | Ganador   |
| 2005 | Mejor evento teatral especial         | Whoopi the 25th Anniversary Show | Nominado  |
| 2012 | Mejor dirección en una obra de teatro | Death of a Salesman              | Ganador   |